# Minversheim

Minversheim este o comună în departamentul Bas-Rhin, Franța. În 1 ianuarie 2022 avea o populație de 703 de locuitori.